# Erechthias carpophthora
Erechthias carpophthora är en fjärilsart som beskrevs av Edward Meyrick 1932. Erechthias carpophthora ingår i släktet Erechthias och familjen äkta malar. Inga underarter finns listade i Catalogue of Life.